# Mordacchia

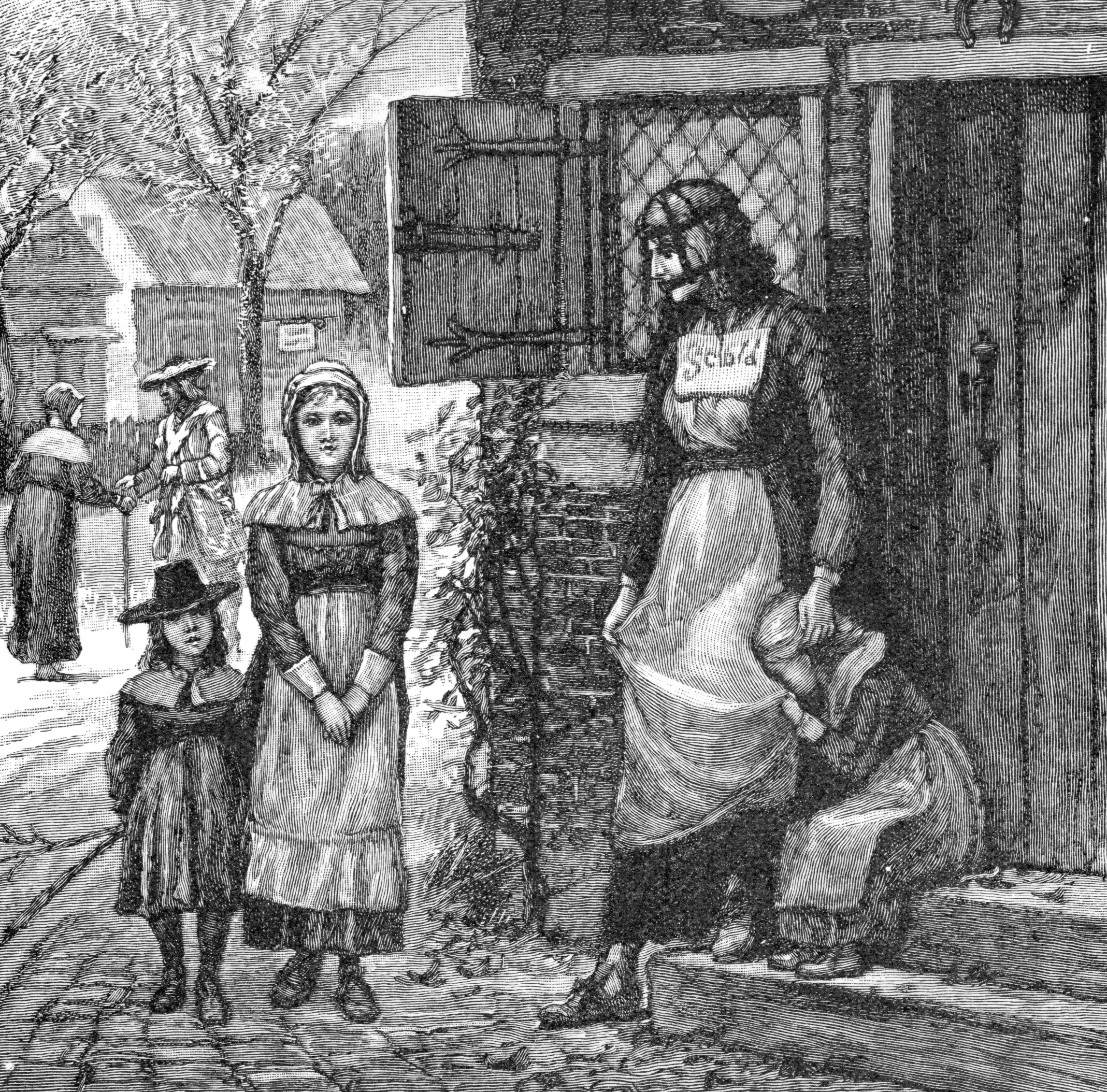
Uso della mordacchia nel New England – litografia datata 1885.

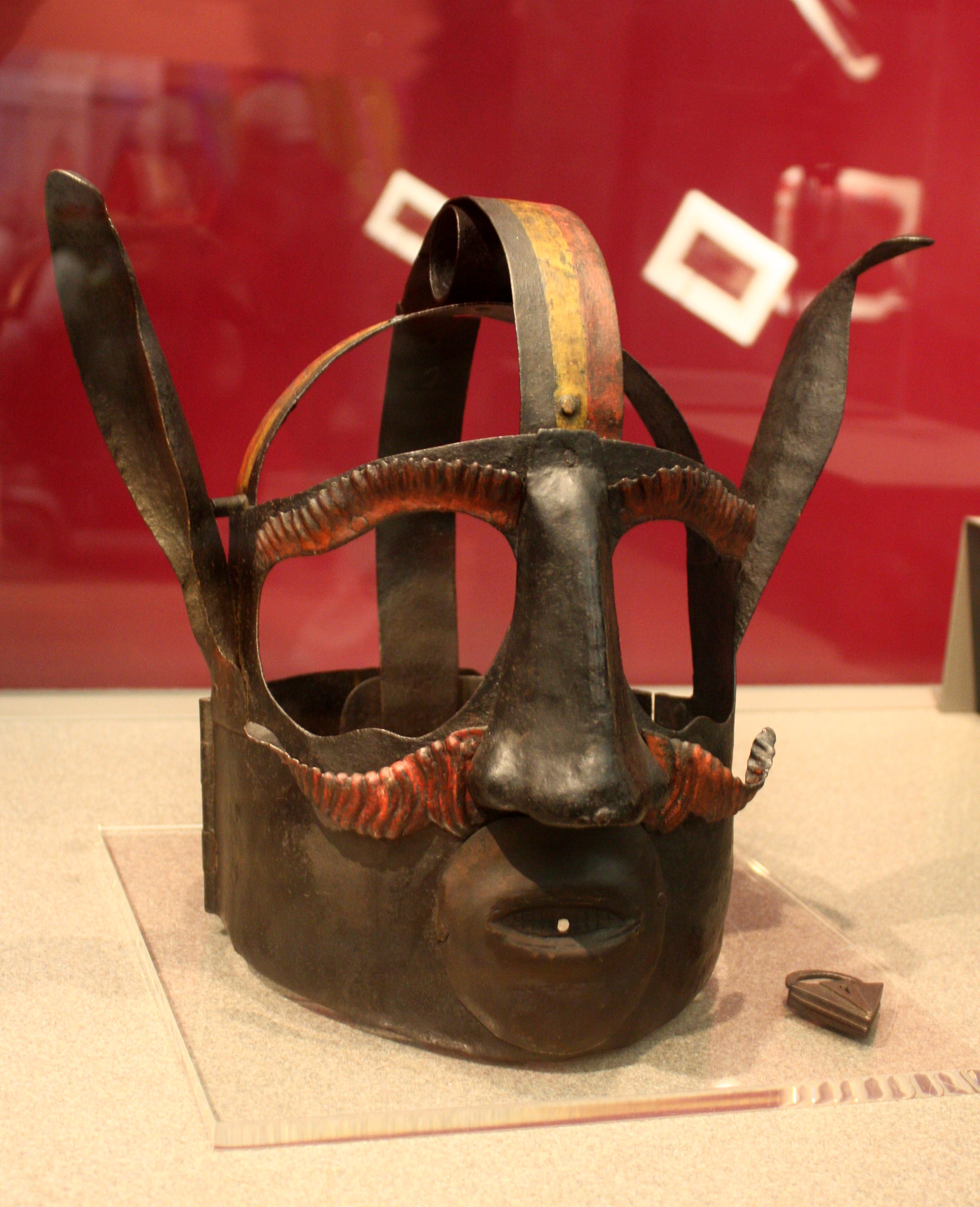
Mordacchia scozzese del XVI secolo - Kelvingrove Art Gallery and Museum, Glasgow (Scozia).

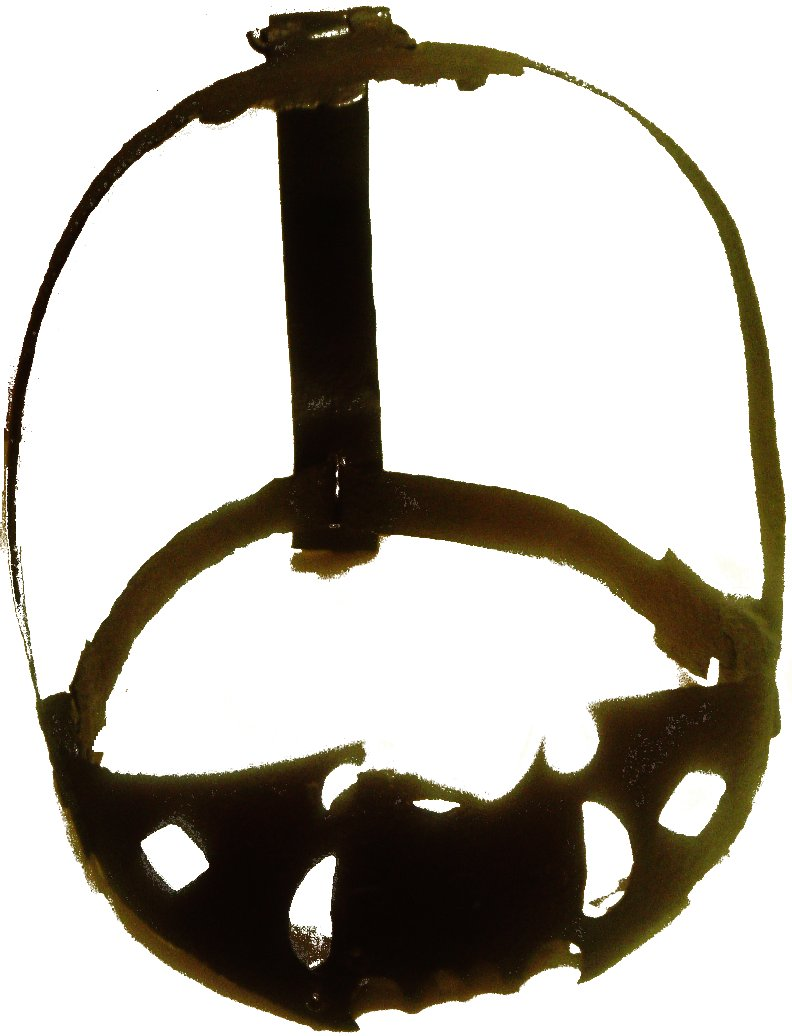
Altra mordacchia scozzese coeva.

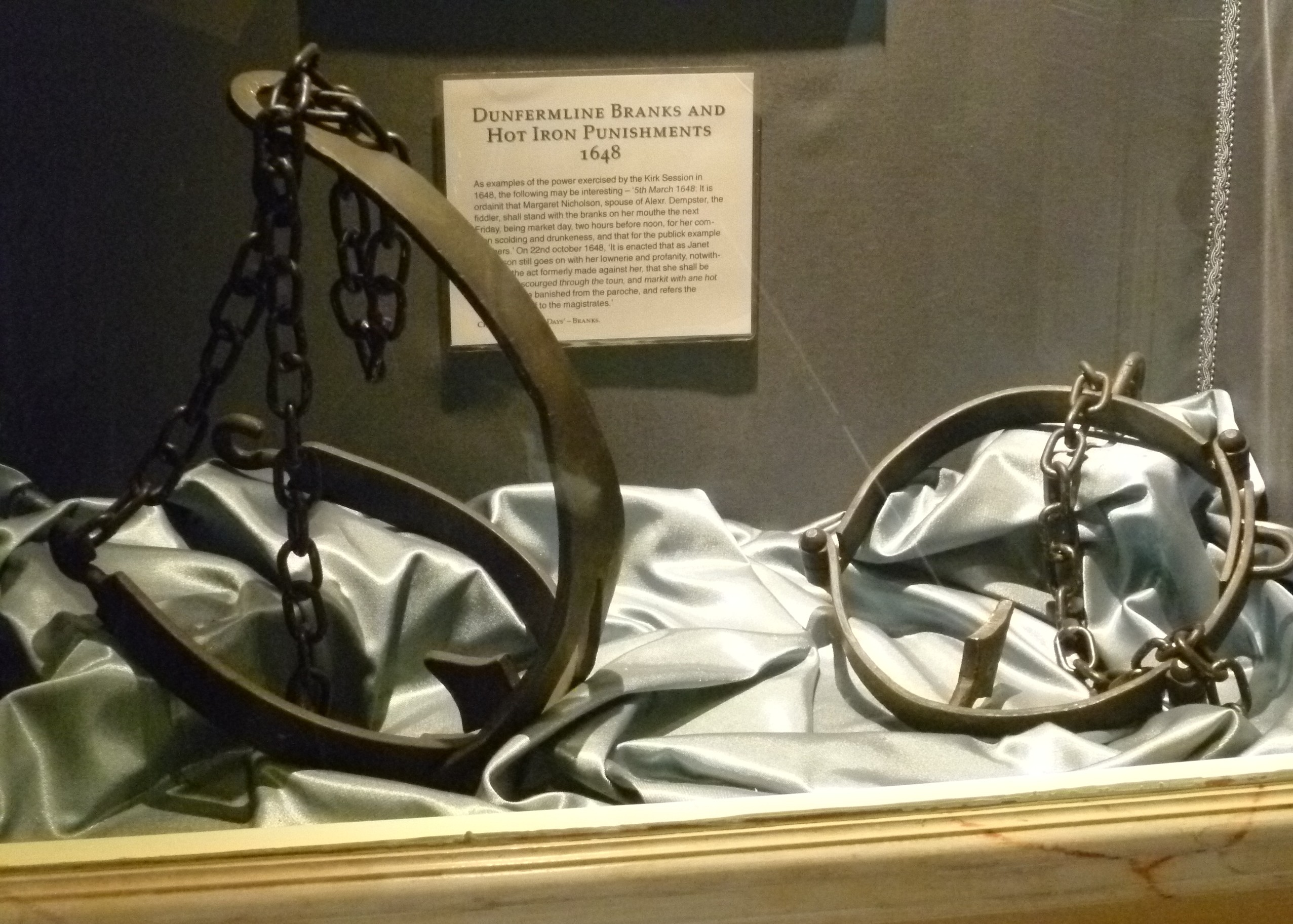
Mordacchia tp. Dunfermline del XVII secolo.

La mordacchia, detta anche bavaglio di ferro, briglia dei muti o briglia della comare (en. Scold's bridle), era uno strumento di tortura rinascimentale da applicarsi alla bocca del condannato.

## Struttura
Interamente realizzato di metallo, solitamente ferro, era concettualmente poco dissimile dal morso dei cavalli, eccezion fatta per la presenza di un uncino da conficcarsi nella lingua della vittima. Una volta chiusa da un lucchetto, la mordacchia obbligava il condannato ad ingurgitare il proprio sangue, sgorgato dalla ferita provocata alla lingua dall'uncino. Altre versioni possedevano semplicemente, al posto dell'uncino, una piastra di metallo appiattito che, appoggiandosi sopra la lingua del condannato, ne bloccava i movimenti, impedendogli quindi di pronunciare qualsiasi parola al di fuori di un semplice verso.

## Storia
Storicamente, la mordacchia ebbe larga diffusione grazie all'Inquisizione, in particolare in Germania e Scozia. Dal vecchio mondo, la mordacchia passò al nuovo mondo grazie alle colonie britanniche. Nell'America settentrionale, stando alla testimonianza di Olaudah Equiano, il bavaglio di ferro veniva utilizzato nelle piantagioni come misura coercitiva per gli schiavi africani nel pieno XVIII secolo.
Venne usata dai mariti del ceto medio, per umiliare le donne o le scolaresche che apparivano troppo loquaci, come punizione. Le donne punite venivano condotte anche in giro per le strade, esposte al pubblico ludibrio.
Nell'Inquisizione, fu usata contro vari accusati e condannati di eresia, per impedire che pronunciassero blasfemie, celebre il caso di Giordano Bruno, al momento del prelevamento dalla prigione per essere mandato a morte sul rogo.
Durante la tratta degli schiavi dall'Africa, la mordacchia fu utilizzata contro i prigionieri, onde impedire che mordessero i negrieri e gli acquirenti. 
Cultura di massa
La mordacchia appare nei film: Giordano Bruno (1973) Django Unchained (2012),  Brimstone (2016) e in L'ombra di Caravaggio (2022).